# ألكسندر ميلر
ألكسندر ألكسندروفيتش ميلر (1862، سانت بطرسبرغ - 1923، بادن بادن) (بالروسية: Алекса́ндр Алекса́ндрович Ми́ллер) هو سياسي روسي من النبلاء الروس، شغل منصب رئيس بلدية وارسو.

## مسيرته
تخرج من جامعة سانت بطرسبرج.
كان ميلر رئيسًا لوارسو (1909 - 1915) حتى اللحظة التي احتل فيها الجيش الألماني المدينة خلال الحرب العالمية الأولى.
بعد ثورة أكتوبر، هاجر إلى ألمانيا، وتوفي في بلدة بادن بادن سنة 1923.